# Заклика из Мендзыгужа
Николай Заклика из Мендзыгужа (ум. 1408) — польский государственный деятель, канцлер великий коронный (1386—1404).

## Биография
Представитель польского дворянского рода Заклик герба «Топор». Сын воеводы сандомирского Яна Заклики из Мендзыгужа, который получил от короля Казимира Великого село Мендзыгуже и стал родоначальником рода Заклик.
Будучи одним из двух сыновей Яна Заклики, Николай должен был стать священником, он получил должность пробста сандомирского. В 1386 году Николай Заклика оставил духовный сан и был назначен канцлером великим коронным. Он стал одним из исполнителей завещания польской королевы Ядвиги.
В 1401 году Николай Заклика участвовал в подписании Виленско-Радомской унии между Польским королевством и Великим княжеством Литовским.